# Aleksandr Korneev
Aleksandr Vladimirovich Korneev (em russo:  Александр Владимирович Корнеев; Moscou, 11 de setembro de 1980) é um jogador de voleibol da Rússia.
Competiu nos Jogos Olímpicos de Verão de 2008, onde a Rússia conquistou a medalha de bronze.